# Sankt Stefan im Rosental
Sankt Stefan im Rosental là một đô thị thuộc huyện Feldbach trong bang Steiermark, nước Áo. Đô thị Sankt Stefan im Rosental có diện tích 39,57 km², dân số cuối năm 2005 là 3856 người.